# 小烏來天空步道

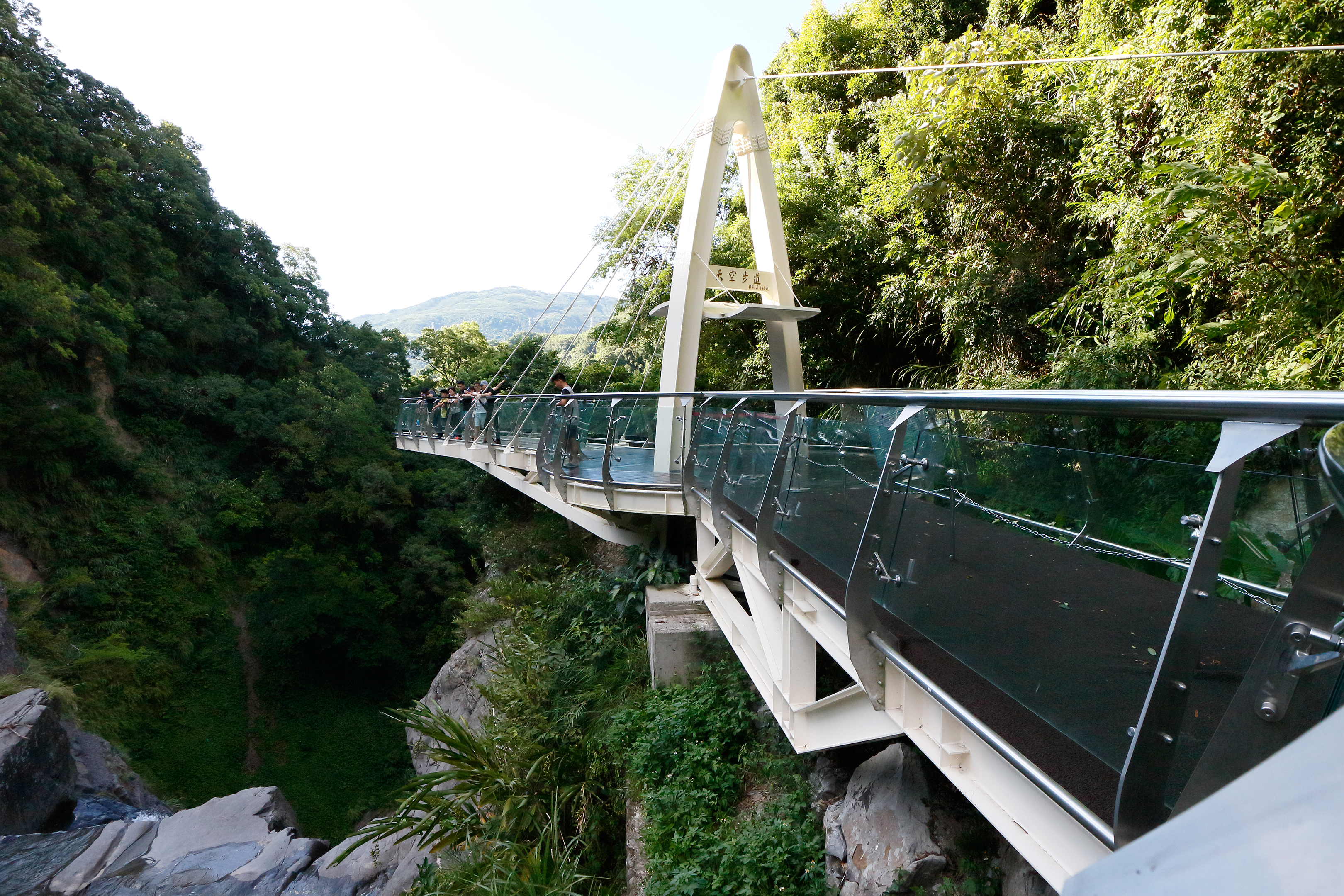
小烏來天空步道

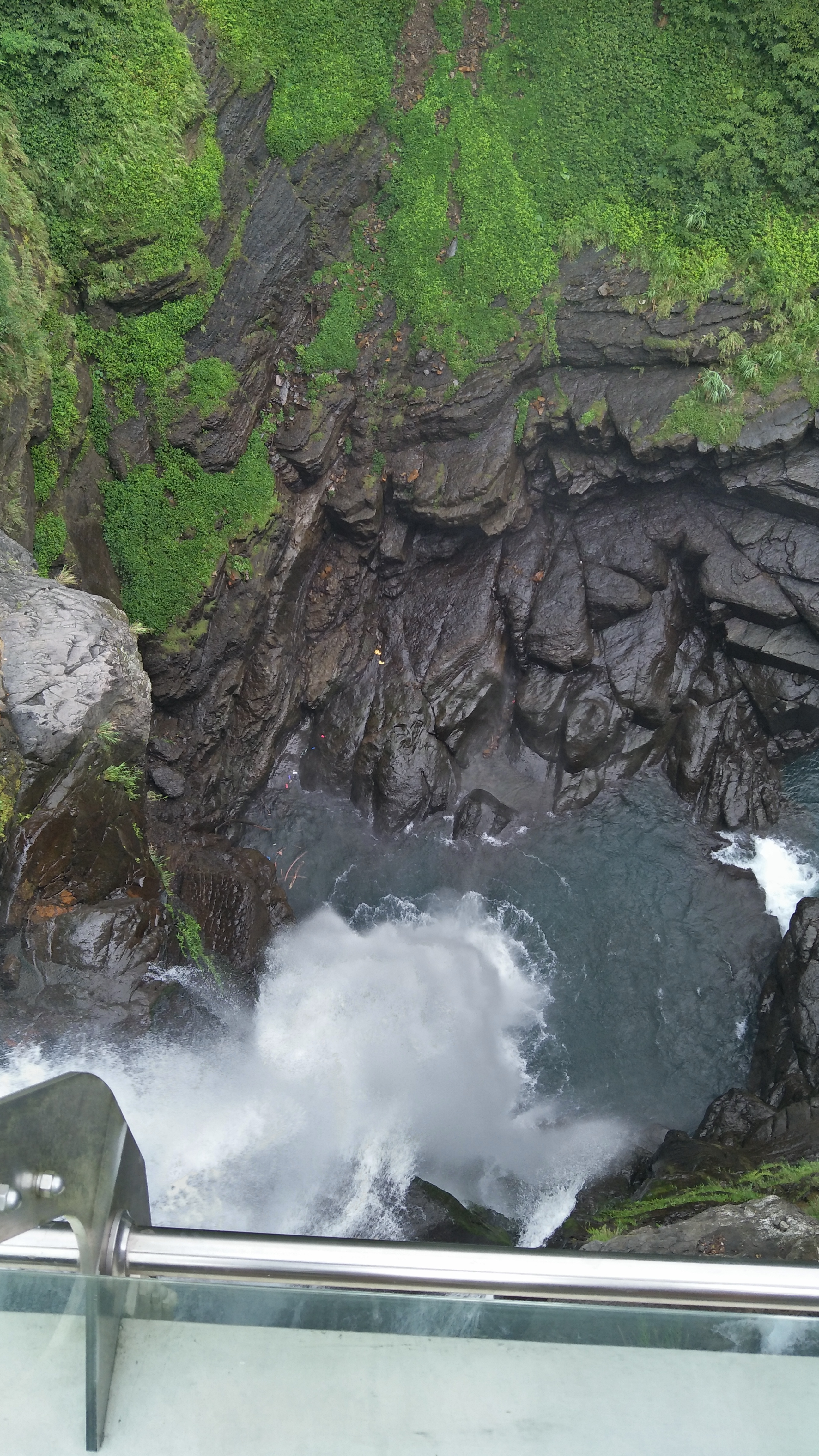
從天空步道尾端看下去的小烏來瀑布

小烏來天空步道是位於臺灣桃園市復興區小烏來景區的觀景步道，由桃園市政府耗資800萬元建造，於2011年7月2日開放。小烏來天空步道位於小烏來瀑布上方70公尺處，底部為強化玻璃，凌空伸出11公尺的走道，可隔著玻璃俯視瀑布景觀。

## 外部連結
维基共享资源上的相關多媒體資源：小烏來天空步道